# Рибйонек
Рибйонек (пол. Rybionek) — село в Польщі, у гміні Рибно Сохачевського повіту Мазовецького воєводства.
Населення — 51 особа (2011).
У 1975-1998 роках село належало до Скерневицького воєводства.

## Демографія
Демографічна структура станом на 31 березня 2011 року:
|          | Загалом | Допрацездатний вік | Працездатний вік | Постпрацездатний вік |
| -------- | ------- | ------------------ | ---------------- | -------------------- |
| Чоловіки | 28      | 7                  | 15               | 6                    |
| Жінки    | 23      | 4                  | 11               | 8                    |
| Разом    | 51      | 11                 | 26               | 14                   |